# 諦

インドの国章。 सत्यमेव जयते（真実のみが勝利する）と記載されている

諦（たい、梵: सत्य, satya、サティヤ、巴: सच्च, sacca、サッチャ）とは、仏教において真理や悟りを意味する語。ヨガ哲学における、ヤマの一つ。

## 仏教における用例

### 四聖諦
四聖諦（四諦）は、仏教で説く4つの真理であり、仏教の実践的原理。
これは4つの聖（ārya, ariya）なる諦（satya, sacca）、すなわち絶対的真理をまとめたものである。
- 苦諦（くたい）[2] - 一切は苦(ドゥッカ)であるという真理
- 集諦（じったい）[2] - 苦には原因があるという真理
- 滅諦（めったい）[2] - 苦は滅するという真理
- 道諦（どうたい）[2] - 苦を滅する道があるという真理

4つをまとめて苦集滅道とよぶ。

### 二諦（世俗諦・勝義諦）
二諦（にたい）とは、仏教において真諦と俗諦のこと。真諦は勝義諦や第一義諦ともいい、出世間的真理を指す。俗諦は世俗諦や世諦ともいい、世間的真理を指す。真諦および俗諦の意味は緒経論において種々である。
二諦は部派仏教時代から用いられた語で、世俗諦と勝義諦を以って二諦とする記述が部派の論蔵（毘曇部）からみられるが、解釈には諸説ある。三論宗の吉蔵は二諦に十四の異説があるとしている。

#### 世俗諦と勝義諦
- 世俗諦（せぞくたい、梵: saṃvṛti satya, サンヴリティ・サティヤ）
- 勝義諦（しょうぎたい）

勝義諦は漢訳仏教では第一義諦と訳出、または真諦と同義とされることがある。ただし、二諦説は中観派などの主張で、天台宗における第一義諦は三諦説のうちの中諦のことを指し、中道第一義諦といって区別する。

### 天台宗の三諦
世俗諦・勝義諦の呼び方をとらない二諦に中諦を加えた天台教学の説。
- 空諦（くうたい） - 空観の諦
- 仮諦（けたい） - 仮観の諦
- 中諦（ちゅうたい） - 中観の諦

と区別し、三諦（さんだい）を以って三諦円融（さんだいえんゆう）、一心三観（いっしんさんがん）
の調和を図る教学を確立した。

### 他派の三諦
四(聖)諦とともに用いられない三諦の語は、すでに部派仏教時代からみられ、その論（アビダルマ）では世俗(諦)や勝義(諦)の語をともなって出現する。